# Abbaye de Quin
L'abbaye de Quin (en anglais : Quin Abbey, en irlandais : Mainistir Cuinche), à Quin, dans le comté de Clare, en Irlande, a été bâtie entre 1402 et 1433 par Sioda Cam MacNamara, pour les pères Purcell et Mooney, frères franciscains. Bien que l'abbaye soit aujourd’hui sans toit, sa structure est relativement bien préservée.